# 오하드 막 에르크
오하드 막 에르크(아일랜드어: Eochaid mac Eirc)는 피르 볼그 최후의 아르드리로, 포브겐을 몰아내고 아르드리가 되었다. 오하드의 아버지는 에르크이며, 에르크의 아버지는 포브겐에게 왕위를 빼앗겼던 린날이다. 오하드는 에린 땅에 사법제도를 처음 만든 왕이라고 한다. 오하드의 치세 때는 비가 내리지 않고 이슬만 내렸으며, 매년 수확을 할 수 있었다.
오하드의 아내는 탈투이며 나라의 수도에 아내의 이름을 붙이고 매년 수도에서 축제를 벌였으니 그곳이 오늘날의 미스 주 탈틴이다. 오하드는 10년 동안 에린을 다스리다가 모이 투라 1차 전투에서 투어허 데 다넌에게 패배했다. 전투 도중에 오하드는 목이 말랐는데, 투어허 데 다넌의 드루이드들이 마법을 써서 모든 수원을 숨겨 버렸다. 오하드는 물을 찾다가 오늘날의 슬라이고 주 벨트라에서 모리안에게 발견되어 참살당했다.
| 전임 포브겐 | 에린의 지고왕 AFM 기원전 1907년 ~ 기원전 1897년 FFE 기원전 1487년 ~ 기원전 1477년 | 후임 오하드 브레스 |